# Gănești (Fehér megye)
Gănești falu Romániában, Erdélyben, Fehér megyében. Közigazgatásilag Bisztra községhez tartozik.

## Fekvése
A Mócvidéken, Bisztra mellett fekvő település.

## Története
Găneşti korábban Bisztra  része volt. 1956-ban vált külön 62 lakossal.
1966-ban 184, 1977-ben 173, 1992-ben 150, 2002-ben pedig 103 román lakosa volt.